# Vári Domokos
Vári Domokos (Siménfalva, 1886. augusztus 16. – Homoródszentpál, 1955. december 8.) erdélyi magyar unitárius lelkész és költő.

## Életútja
Kolozsváron szerzett unitárius lelkészi oklevelet 1916-ban. Első szolgálati helye Lókod volt, majd 1930-tól haláláig a homoródszentpáli egyházközség lelkésze. Verseit rendszeresen közölte az Unitárius Közlöny.

## Művei
- Lélekharangok. Versek; szerzői, Székelyudvarhely, 1927
- Vallomások. Versek; szerzői, Székelyudvarhely, 1928